# FG Seckbach 02
Die Fußball-Gesellschaft Seckbach 1902, verkürzt FG Seckbach 02, ist ein Fußballverein aus dem Frankfurter Stadtteil Seckbach. Seine Heimspielstätte ist seit den 1920er Jahren die Bezirkssportanlage Seckbach an der Hochstädter Straße.

## Geschichte
Der Verein wurde am 25. Mai 1902 von einigen Jugendlichen im Wohnhaus der Familie eines der Gründungsmitglieder an der Seckbacher Leonhardsgasse gegründet und firmierte zunächst als FC Kornblume. 
Bereits ein Jahr später wurde der Beschluss gefasst, den Verein in Fußball-Vereinigung Seckbach umzubenennen und für den neuen Namen bereits ein Vereinsstempel geordert. Dieser wurde jedoch aufgrund eines Versehens auf den Vereinsnamen Fußball-Gesellschaft Seckbach ausgestellt, so dass daraufhin beschlossen wurde, diesen Namen anzunehmen. 
1904 trat der Verein dem Süddeutschen Fußballverband bei, der seine Meisterschaftsturniere in den drei Klassen A, B und C austrug. Als Neuling kam die FG Seckbach in die C-Klasse, die sie in der Saison 1909/10 gewann und somit den Aufstieg in die B-Klasse schaffte. 
Als die Ligen nach dem Ersten Weltkrieg neu strukturiert wurden, erfolgte die Einstufung der FG Seckbach in die A-Klasse, so dass der Verein in der Saison 1919/20 unterhalb der erstklassigen Kreisliga Nordmain erstmals zweitklassig spielte. Durch die Meisterschaft am Ende derselben Spielzeit gelang der FG Seckbach der Aufstieg in die seinerzeit höchste Spielklasse Nordmain, in der sie in den beiden folgenden Spielzeiten 1920/21 und 1921/22 vertreten war. In diesen beiden Spielzeiten auf höchster Ebene konnte die Mannschaft aus Seckbach sich mit den damals großen Mannschaften der Region, wie zum Beispiel dem ältesten hessischen Fußballverein Hanau 93, Eintracht Frankfurt und FSV Frankfurt messen. 
Doch die Mannschaft der FG Seckbach konnte sich in der Liga nicht etablieren und musste nach einer Neustrukturierung zur Saison 1922/23 den Abstieg hinnehmen. Danach spielte die FG Seckbach nie mehr erstklassig und rutschte allmählich in die tiefen Regionen ab.
Die erste Herrenmannschaft spielt aktuell in der Saison 2017/18 in der Gruppenliga Frankfurt West.